# Балада про мальви
«Балада про мальви» — пісня Володимира Івасюка на вірші Богдана Гури. Вперше була виконана Софією Ротару у 1975 році, згодом увійшла до альбому «Пісні Володимира Івасюка співає Софія Ротару».

## Історія написання
Мелодію до цієї пісні Володимир Івасюк написав наприкінці 1960-х і запропонував написати слова до неї Тамарі Севернюк, яка створила у 1969 році ліричний текст про море. Того ж року чернівецький студент-філолог Богдан Гура написав вірш «Мальви», який тематично досить сильно відрізнявся від вірша Северенюк, але й він також був відкладений композитором на декілька років.
10 лютого 1974 року Володимир Івасюк надрукував у газеті «Радянська Буковина» спогади про карпатські мандри — власний вірш «Чарівна недея» — один з варіантів «Балади про мальви».

Ходім, кохана, в сині гори,

Де вітер вільний, тихі зорі

Й недея сяє з вишини

Й кличе з вишини

Чарами весни.

Але згодом він відмовився від цього тексту і, допрацювавши мелодію та аранжування, повернувся до вірша Богдана Гури. Пісня була виконана в 1975 році Софією Ротару під назвою «Балада про мальви».
Спочатку В.Івасюк хотів назвати пісню «Балада про матір»: «Мати жде-не діждеться доньку з війни. А донька — ось вона, під вікном розцвіла мальвою. Мати, якій люди вклоняються до ніг за її подвиг, яка ніколи не перестане чекати…». Після вбивства Володимира Івасюка у багатьох дослідників ця пісня асоціюється із долею композитора. Перший директор меморіального музею Володимира Івасюка Парасковія Нечаєва наголошує:

«Було щось у цій пісні трагічно-пророче. Кожен звук, кожен інтонаційний зворот мав смислове навантаження, розкривав тему незнищенності життя, переходу однієї його форми в іншу, незнищенності материнської любові.»

## Виконавці
У різні часи пісню виконували Софія Ротару, Василь Зінкевич, Володимир Івасюк, Людмила Артеменко, Віка Врадій, Інесса Братущик, Наталя Самсонова, Оля Полякова, Святослав Вакарчук та Ніна Матвієнко, Маріанна Черкасець , Еріка, гурт Веремій, Віталій Калініченко, Марина Одольська, Ані Лорак.
Більш рокове звучання ця пісня отримала у виконанні гурту Веремій.
14 листопада 2022 року цю пісню презентував на своєму каналі в YouTube Олег Шумей. Вона за перші дні отримала близько 250 тисяч переглядів.